# Dottori in allegria
Dottori in allegria (Doctor in the House) è una serie televisiva britannica in 26 episodi, trasmessi per la prima volta nel corso di una sola stagione dal 1969 al 1970. Di genere comico-demenziale, è incentrata sulle vicende di un gruppo di medici e studenti di medicina nel fittizio ospedale Swithin's Teaching Hospital di Londra.
Basata su una collana di libri e su un film intitolati Quattro in medicina (Doctor in the House) del 1954, fu seguita da altre serie realizzate fino al 1991.

## Personaggi e interpreti
- Michael Upton (26 episodi, 1969-1970), interpretato da Barry Evans.
- Duncan Waring (26 episodi, 1969-1970), interpretato da Robin Nedwell.
- Dick Stuart-Clark (24 episodi, 1969-1970), interpretato da Geoffrey Davies.
- Paul Collier (21 episodi, 1969-1970), interpretato da George Layton.
- Dave Briddock (19 episodi, 1969-1970), interpretato da Simon Cuff.
- Professor Geoffrey Loftus (15 episodi, 1969-1970), interpretato da Ernest Clark.
- Huw Evans (10 episodi, 1969), interpretato da Martin Shaw.
- Danny Hooley (9 episodi, 1970), interpretato da Jonathan Lynn.
- The Dean (7 episodi, 1969-1970), interpretato da Ralph Michael.
- Ingrid (5 episodi, 1970), interpretata da Kirsten Lindholm.
- Helga (5 episodi, 1969), interpretata da Yutte Stensgaard.
- Kenneth (3 episodi, 1969-1970), interpretato da Adam Verney.

## Produzione
La serie fu prodotta da London Weekend Television. Tra gli sceneggiatori: Graham Chapman, John Cleese, Barry Cryer, Graeme Garden, Bill Oddie e Bernard McKenna.

### Registi
Tra i registi della serie sono accreditati:
- David Askey in 4 episodi (1969-1970)
- Mark Stuart
- Bill Turner

## Distribuzione
La serie fu trasmessa nel Regno Unito dal 12 luglio 1969 al 3 luglio 1970 sulla rete televisiva Independent Television. In Italia è stata trasmessa con il titolo Dottori in allegria.
Alcune delle uscite internazionali sono state:
- nei Paesi Bassi il 28 settembre 1971
- in Belgio il 25 novembre 1972
- in Spagna (Un médico en casa)

## Seguiti
- Doctor at Large (1971)
- Doctor in Charge (1972)
- Doctor at Sea (1974)
- Doctor on the Go (1975)
- Doctor Down Under (1979)
- Doctor at the Top (1991)

## Episodi
| Stagione       | Episodi | Prima TV UK |
| -------------- | ------- | ----------- |
| Prima stagione | 26      | 1969-1970   |